# Ustawa o Policji
Ustawa z dnia 6 kwietnia 1990 r. o Policji – polska ustawa uchwalona przez Sejm, określająca organizację i działalność Policji.

## Zakres regulacji
Ustawa określa (zawiera):
- organizację Policji
- zakres uprawnień Policji
- banderę i znaki rozpoznawcze Policji
- zasady służby w Policji
- korpusy i stopnie policyjne
- obowiązki i prawa policjanta
- przepisy o mieszkaniach funkcjonariuszy Policji
- przepisy o uposażeniu i innych świadczeniach pieniężnych policjantów
- odpowiedzialność dyscyplinarną i karną policjantów
- przepisy o kontyngentach policyjnych wydzielonych do realizacji zadań poza granicami państwa, realizacji wspólnych działań na terytorium państw członkowskich Unii Europejskiej i o punktach kontaktowych wymiany informacji z państwami członkowskimi Unii Europejskiej oraz krajowe biuro do spraw odzyskiwania mienia.

Ustawa powołując Policję, zlikwidowała jednocześnie Milicję Obywatelską.

## Nowelizacje
Ustawę zmieniano (nowelizowano) wielokrotnie.